# Sobral (Ceará)
Sobral est une ville brésilienne de l'État du Ceará. Sa population était estimée à 203 682 habitants en 2016. La municipalité s'étend sur 2 123 km2.

## Géographie
Sobral se trouve à 202 km à l'ouest de Fortaleza et à 1 579 km au nord-est de Brasilia.
La forêt nationale de Sobral s'étend sur le territoire de la municipalité.

## Maires
| Période | Période | Identité                       | Étiquette | Qualité |
| ------- | ------- | ------------------------------ | --------- | ------- |
| 1997    | 2004    | Cid Gomes                      | PSB       |         |
| 2005    | 2012    | José Leônidas Menezes Cristino | PPS       |         |

## Transports
En octobre 2014, le métro de Sobral est en phase de test. Deux lignes sont prévues.

## Sport
La ville dispose de nombreuses installations sportives, dont le Stade de Junco, qui accueille la principale équipe de football de la ville du Guarany de Sobral.

## Média
- Jovem Pan FM

## Personnalités liées à la commune
- Renato Aragão (1935-), l'un des acteurs et comédiens les plus célèbres de l'histoire du Brésil